# Bent Jørgensen
Bent Erik Jørgensen (nascido em 7 de maio de 1923) é um ex-ciclista dinamarquês que competia em provas do ciclismo de pista.
Jørgensen foi um dos atletas que representou a Dinamarca nos Jogos Olímpicos de 1952, em Helsinque, onde competiu e terminou em quinto lugar na prova de perseguição por equipes.